# Elephants Memory (album)
| Recensione | Giudizio |
| ---------- | -------- |
| AllMusic   | [ 1 ]    |

Elephants Memory è il primo album discografico del gruppo rock statunitense Elephant's Memory, pubblicato dall'etichetta discografica Buddah Records nell'aprile del 1969.

## Tracce
Lato A
1. Don't Put Me on Trial No More – 2:50 (Stan Bronstein, Richard Sussman)
2. Crossroads of the Stepping Stones – 2:54 (Michal Shapiro, Stan Bronstein)
3. Jungle Gym at the Zoo – 2:56 (Richard Sussman, Rick Frank, Stan Bronstein)
4. Super Heep – 5:27 (Siegrid Visconti, Stan Bronstein)
5. R.I.P. – 1:40 (Stan Bronstein, Richard Sussman)
6. Band of Love – 4:07 (Stan Bronstein, Myron Yules, Tony Visconti, Siegrid Visconti)

Lato B
1. Takin' a Walk – 3:47 (Richard Sussman, Rick Frank, Michal Shapiro, Stan Bronstein)
2. Hot Dog Man – 3:33 (Tony Visconti, Siegrid Visconti)
3. Old Man Willow – 7:03 (Richard Sussman, Michal Shapiro, Myron Yules, Stan Bronstein)
4. Yogurt Song – 2:55 (Richard Sussman, Rick Frank)
5. Brief Encounter – 4:40 (Richard Sussman)

## Formazione
- Stan Bronstein - sassofono soprano elettrico, strumento a fiato (rothophone elettrico)
- Michal Shapiro - voce
- Richard William Chester Ayers - chitarra ritmica
- Richard Sussman - pianoforte, organo
- Myron Yules - trombone basso elettrico
- John Ward - basso elettrico, chitarra, batteria
- Rick Frank - batteria, percussioni amplificate

Note aggiuntive
- Wes Farrell - produttore (A Coral Rock Production)
- Registrazioni effettuate al A&R Recording Studios di New York City, New York (Stati Uniti)
- Roy Cicala - ingegnere delle registrazioni
- Joel Brodsky - fotografia
- Agenzia Silver & Morris Inc. - design album
- Acy R. Lehman - art direction album
- Ringraziamenti a: Roy Cicala, Burt Collins e Charlie Brown[4]